# Fale metrowe
Fale metrowe, VHF (od ang. very high frequency) – zakres fal radiowych (pasmo radiowe) o częstotliwości od 30 do 300 MHz, co odpowiada długości fali od 1 metra do 10 metrów.

## Zastosowanie
Fale ultrakrótkie używane są zwłaszcza do łączności na mniejsze odległości. W tym zakresie działają telewizja naziemna, radiofonia, sieć pagerowa oraz różne systemy łączności lokalnej – na przykład w lotnictwie, policji, radiotaxi i wielu innych. Na częstotliwościach 50–52 MHz; 70–70,3 MHz; 144–146 MHz w regionie I (w tym w Polsce) znajdują się pasma przeznaczone dla krótkofalowców.

### Pasmo I
Pasmo VHF-I w standardzie OIRT obejmowało kanały telewizyjne 1 i 2 w zakresie częstotliwości 48,5–66,0 MHz, oraz kanały 3, 4, 5 w zakresie częstotliwości 76,0–100,0 MHz, zwane też zakresem II.
Historycznie kanały 1, 2 i 3 służyły w Polsce do nadawania Telewizji Polskiej w latach pięćdziesiątych XX w., co było podyktowane możliwościami ówczesnej techniki lampowej. Nadawanie telewizji w tym paśmie w Polsce trwało do lat dziewięćdziesiątych XX wieku. Po przyjęciu w Polsce standardu CCIR, konieczne było wyłączenie nadajników pracujących w kanałach 4 i 5 do końca 1995 roku. Ostatecznie nastąpiło całkowite wyłączenie nadajników pracujących w kanałach 1–5. Zwolniony zakres częstotliwości zarezerwowano do innych zastosowań.
W standardzie CCIR zakres I obejmuje kanały telewizyjne 2–4 w zakresie częstotliwości 47–68 MHz.
To pasmo elektromagnetyczne charakteryzuje się zmiennymi warunkami propagacyjnymi, co przy sprzyjających warunkach umożliwiało odbiór odległych stacji telewizyjnych.

### Pasmo II (UKF)
Pasmo w standardzie OIRT zajmowało zakres częstotliwości 65,5–73 MHz, rozszerzone w 1979 roku do 74 MHz, przeznaczone było wyłącznie do radiodyfuzji radiofonii modulowanej częstotliwościowo w systemie monofonicznym i stereofonicznym. Od 1 stycznia 2000 roku nastąpił administracyjny zakaz emisji sygnału radiofonicznego w starym zakresie.
W standardzie CCIR początkowo zajmowało zakres częstotliwości 87,5–100 MHz, następnie zostało rozszerzone o zakres 100–104 MHz oraz 104–108 MHz. Nadawanie w Polsce radiofonii w tzw. górnym UKF rozpoczęło się na początku lat dziewięćdziesiątych XX wieku.
Stacje radiofoniczne modulowane częstotliwościowo przesyłają zwykle dodatkowe informacje RDS.

### Pasmo III
Pasmo VHF-III w standardzie OIRT obejmowało kanały telewizyjne 6–12 w zakresie częstotliwości 174–230 MHz o szerokości 8 MHz, obecnie w standardzie CCIR obejmuje kanały 5–12 w zakresie częstotliwości 174–230 MHz o szerokości 7 MHz.
Nadawanie telewizji w Polsce na III zakresie rozpoczęto w latach sześćdziesiątych XX wieku. Powszechne wykorzystanie pasma do radiodyfuzji sygnału telewizyjnego trwało do lat dziewięćdziesiątych XX w., po czym nadawanie na paśmie III miało charakter lokalny, aż do momentu wyłączenia sygnału analogowego w 2013 roku.
Obecnie jest wykorzystywane do nadawania cyfrowej telewizji DVB-T i cyfrowego radia DAB.
Plan kanałów telewizyjnych DVB-T:
| Kanał | Przedział częstotliwości | Częstotliwość środkowa kanału |
| ----- | ------------------------ | ----------------------------- |
| 5     | 174–181 MHz              | 177,5 MHz                     |
| 6     | 181–188 MHz              | 184,5 MHz                     |
| 7     | 188–195 MHz              | 191,5 MHz                     |
| 8     | 195–202 MHz              | 198,5 MHz                     |
| 9     | 202–209 MHz              | 205,5 MHz                     |
| 10    | 209–216 MHz              | 212,5 MHz                     |
| 11    | 216–223 MHz              | 219,5 MHz                     |
| 12    | 223–230 MHz              | 226,5 MHz                     |

Na potrzeby cyfrowego radia DAB kanały telewizyjne zostały podzielone na mniejsze bloki:
| Blok | Przedział częstotliwości | Częstotliwość środkowa bloku |
| ---- | ------------------------ | ---------------------------- |
| 5A   | 174,160–175,696 MHz      | 174,928 MHz                  |
| 5B   | 175,872–177,408 MHz      | 176,640 MHz                  |
| 5C   | 177,584–179,120 MHz      | 178,352 MHz                  |
| 5D   | 179,296–180,832 MHz      | 180,064 MHz                  |
| 6A   | 181,168–182,704 MHz      | 181,936 MHz                  |
| 6B   | 182,880–184,416 MHz      | 183,648 MHz                  |
| 6C   | 184,592–186,128 MHz      | 185,360 MHz                  |
| 6D   | 186,304–187,840 MHz      | 187,072 MHz                  |
| 7A   | 188,160–189,696 MHz      | 188,928 MHz                  |
| 7B   | 189,872–191,408 MHz      | 190,640 MHz                  |
| 7C   | 191,584–193,120 MHz      | 192,352 MHz                  |
| 7D   | 193,296–194,832 MHz      | 194,064 MHz                  |
| 8A   | 195,168–196,704 MHz      | 195,936 MHz                  |
| 8B   | 196,880–198,416 MHz      | 197,648 MHz                  |
| 8C   | 198,592–200,128 MHz      | 199,360 MHz                  |
| 8D   | 200,304–201,840 MHz      | 201,072 MHz                  |
| 9A   | 202,160–203,696 MHz      | 202,928 MHz                  |
| 9B   | 203,872–205,408 MHz      | 204,640 MHz                  |
| 9C   | 205,584–207,120 MHz      | 206,352 MHz                  |
| 9D   | 207,296–208,832 MHz      | 208,064 MHz                  |
| 10A  | 209,168–210,704 MHz      | 209,936 MHz                  |
| 10B  | 210,880–212,416 MHz      | 211,648 MHz                  |
| 10C  | 212,592–214,128 MHz      | 213,360 MHz                  |
| 10D  | 214,304–215,840 MHz      | 215,072 MHz                  |
| 11A  | 216,160–217,696 MHz      | 216,928 MHz                  |
| 11B  | 217,872–219,408 MHz      | 218,640 MHz                  |
| 11C  | 219,584–221,120 MHz      | 220,352 MHz                  |
| 11D  | 221,296–222,832 MHz      | 222,064 MHz                  |
| 12A  | 223,168–224,704 MHz      | 223,936 MHz                  |
| 12B  | 224,880–226,416 MHz      | 225,648 MHz                  |
| 12C  | 226,592–228,128 MHz      | 227,360 MHz                  |
| 12D  | 228,304–229,840 MHz      | 229,072 MHz                  |

## Radiofonia, utożsamianie i błędy w nazewnictwie
Obecnie w Europie i większości państw świata radiofonie korzystają z pasma UKF nadając programy w zakresie częstotliwości 87,5–108 MHz (pasmo CCIR, inaczej pasmo górne), w Japonii radiofonia UKF wykorzystuje pasmo 76–92 MHz, w dawnych państwach socjalistycznych (poza NRD i Jugosławią) przez kilkadziesiąt lat (od około połowy lat 60. XX w. do mniej więcej końca XX wieku) używany był zakres 65,5–74 MHz (pasmo OIRT, inaczej pasmo dolne; w zakresie pasma górnego zostały umieszczone kanały telewizyjne nr 4 i 5).
Na podstawie międzynarodowych ustaleń w radiofonii na falach ultrakrótkich wykorzystuje się transmisję z modulacją częstotliwości (FM), natomiast na falach długich, średnich i krótkich – z modulacją amplitudy (AM). W wielu krajach, zwłaszcza tych, w których radiofonia oprócz UKF nadaje wyłącznie na falach średnich, dla zakresu ultrakrótkofalowego powszechnie używane jest określenie FM, jako przeciwieństwo AM określającego fale średnie. Określenie to jest jednak nieprawidłowe, bowiem opisuje ono sposób modulacji fali nośnej (stosowany w różnych zakresach fal), a nie sam zakres fal (pasmo).

## Historia zastosowania
Pierwsze stałe transmisje na zakresie UKF miały miejsce w latach 30. XX wieku i były związane z wprowadzeniem telewizji. Od lat 50. i 60. XX w. następuje masowy rozwój radiofonii UKF, przede wszystkim w krajach rozwiniętych i krajach bloku radzieckiego, choć w Australii i Nowej Zelandii pierwsze licencje na transmisję w tym zakresie zaczęto wydawać dopiero w latach 80. XX wieku. W Polsce pierwszą stacją nadającą na UKF była przedwojenna eksperymentalna stacja telewizyjna. 1 października 1954 roku uruchomiono pierwszą polską stację radiofoniczną UKF – mieściła się ona w Warszawie i nadawała na częstotliwości 97,6 MHz.